# Клуб (фільм, 2015)
«Клуб» (ісп. El Club) — чилійський драматичний фільм, знятий Пабло Ларраїном. Світова прем'єра стрічки відбулась 8 лютого 2015 року в головному конкурсі Берлінського кінофестивалю, де вона отримала Гран-прі журі. Фільм був висунутий Чилі на премію «Оскар-2016» у номінації «найкращий фільм іноземною мовою».

## У ролях
- Роберто Фаріас — Сандокан
- Антонія Сехерс — сестра Моніка
- Альфредо Кастро — отець Відаль
- Алехандро Гойк — отець Ортега
- Алехандро Сівекінг — отець Рамірес
- Хайме Вадель — отець Сільва
- Марсело Алонсо — отець Гарсіа